# Chi-Town Rumble
Chi-Town Rumble è stato un pay-per-view della World Championship Wrestling (WCW) prodotto sotto l'egida della National Wrestling Alliance (NWA). Ne andò in onda una sola edizione, datata 20 febbraio 1989, che si tenne presso l'UIC Pavilion di Chicago, Illinois.

## Evento
Il main event dello show fu l'incontro per il titolo NWA World Heavyweight Championship tra il campione in carica Ric Flair e Ricky Steamboat. Steamboat sconfisse Flair e vinse la cintura.
Altri match in programma all'evento furono: The Road Warriors (Hawk & Animal) contro The Varsity Club ("Dr. Death" Steve Williams & Kevin Sullivan) per l'NWA World Tag Team Championship, Lex Luger contro Barry Windham per l'NWA United States Heavyweight Championship, Mike Rotunda contro Rick Steiner per l'NWA World Television Championship, Midnight Express (Bobby Eaton & Stan Lane) con Jim Cornette contro Original Midnight Express (Jack Victory & Randy Rose) con Paul E. Dangerously in un Loser Leaves NWA match, Sting contro Butch Reed, e Michael Hayes contro Russian Assassin #1.

## Risultati
| N. | Risultati | Stipulazione                                                  | Durata |
| -- | --- | ------------------------------------------------------------- | ------ |
| 1  | Michael Hayes sconfigge Russian Assassin I (con Paul Jones)                                                                                                   | Single match                                                  | 15:48  |
| 2  | Sting sconfigge Butch Reed (con Hiro Matsuda) | Single match                                                  | 20:07  |
| 3  | The Midnight Express (Bobby Eaton & Stan Lane) con Jim Cornette sconfiggono The Original Midnight Express (Jack Victory & Randy Rose) con Paul E. Dangerously | Loser Leaves NWA match                                        | 15:51  |
| 4  | Mike Rotunda sconfigge Rick Steiner (c) (con Scott Steiner)                                                                                                   | Single match per l'NWA World Television Championship          | 16:21  |
| 5  | Lex Luger sconfigge Barry Windham (c) (con Hiro Matsuda) | Single match per l'NWA United States Heavyweight Championship | 10:43  |
| 6  | The Road Warriors (Animal & Hawk) (c) (con Paul Ellering) sconfiggono The Varsity Club ("Dr. Death" Steve Williams & Kevin Sullivan)                          | Tag team match per l'NWA World Tag Team Championship          | 08:27  |
| 7  | Ricky Steamboat sconfigge Ric Flair (c) (con Hiro Matsuda) | Single match per l'NWA World Heavyweight Championship         | 23:18  |